# Tobias Obentheuer

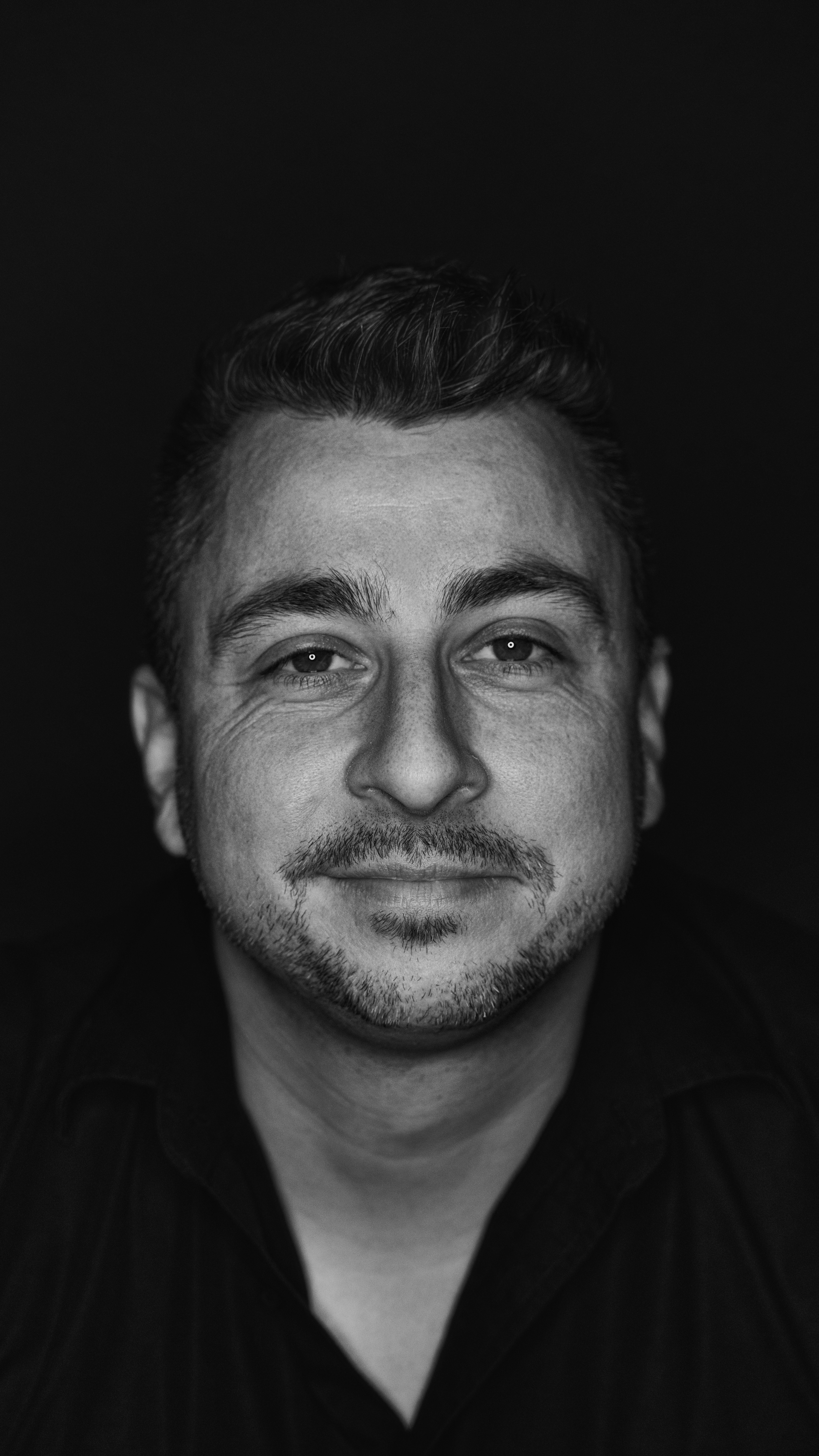
Tobias Obentheuer (2022)

Tobias Obentheuer (* 1983 in Worms) ist ein deutscher Filmregisseur, Drehbuchautor, Filmeditor und Musikproduzent.

## Leben und Werk
Obentheuer studierte Medien- und Tontechnik. 2007 war er an der Gründung der Musikproduktionsfirma White Noise Music mit Sitz in Westhofen beteiligt, die in den folgenden Jahren nationale und internationale Künstler produzierte. Später wurde Obentheuer alleiniger Inhaber der Firma. In den 2010er-Jahren erfolgte die Umbenennung der Firma in medienproduktion 2.0 mit einem veränderten Schwerpunkt des Geschäftes auf Medien- und Filmproduktion; Obentheuer und mehrere Mitarbeiter drehen unter anderem Marketing- und Imagefilme, Musikvideos, Trailer und Kinowerbung. Die Firma ist mittlerweile in Eich ansässig, wo Obentheuer auch lebt.
Obentheuers Spielfilm, We Were – Die Zeit die uns bleibt mit 57 Minuten Länge, erlebte 2021 seine Premiere und wurde zum Streaming in den Verleih von Prime Video aufgenommen. Der Film, der dem Genre Mystery zugeordnet wird, wurde als Netzwerkprojekt von regionalen und überregionalen Unternehmen unterstützt. Innerhalb des ersten Jahres wurde der Film über 1,3 Millionen Minuten gestreamt. Im September 2021 begannen die Dreharbeiten für den Fortsetzungsfilm We Were – Dunkelheit, der 2022 seine Premiere erlebte. Beide Filme wurden komplett in Rheinhessen an bekannten Schauplätzen der Region gedreht.
Im Dezember 2023 feierte Obentheuers Film Asche in der Filmwelt Grünstadt in Grünstadt seine Premiere. Der 105-minütige Thriller ist Obentheuers erster abendfüllender Film. Im Anschluss wurde der Film auf diversen Streaming-Plattformen wie Prime Video, YouTube, iTunes und Apple TV zum Verleih angeboten. Nach Beurteilung einer Jury wurde Asche in das europäische Förderprogramm Europe Digital Talents aufgenommen und erhielt damit nach Veröffentlichung eine Förderung. 2024 entstand der historische Kurzfilm Der Abschied am Herrnsheimer Schloss unter Regie von Obentheuer. Sein geplanter nächster Film Untold/Unerzählt erhielt 2023 und 2024 jeweils Förderungen durch die Medienförderung RLP.

## Filmografie (Auswahl)
- 2021: We Were – Die Zeit die uns bleibt (Regie, Drehbuch, Schnitt)
- 2022: We Were – Dunkelheit (Regie, Drehbuch, Schnitt)
- 2023: Asche (Regie, Drehbuch)
- 2024: Der Abschied (Kurzfilm) (Regie, Drehbuch)